# زبان روسی در اسرائیل

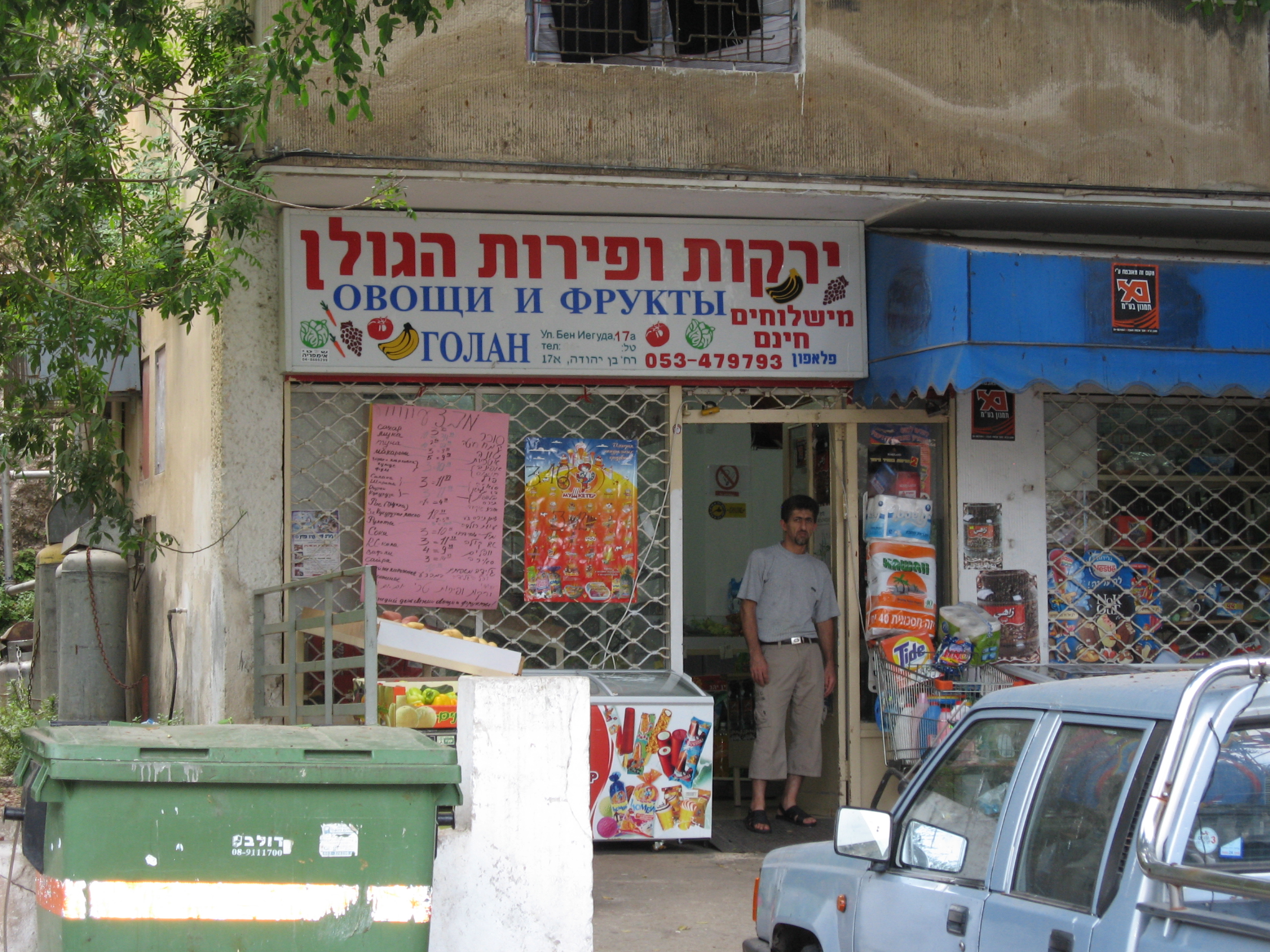
میوه و سبزی‌فروشی با تابلویی به زبان‌های روسی و عبری در اسرائیل

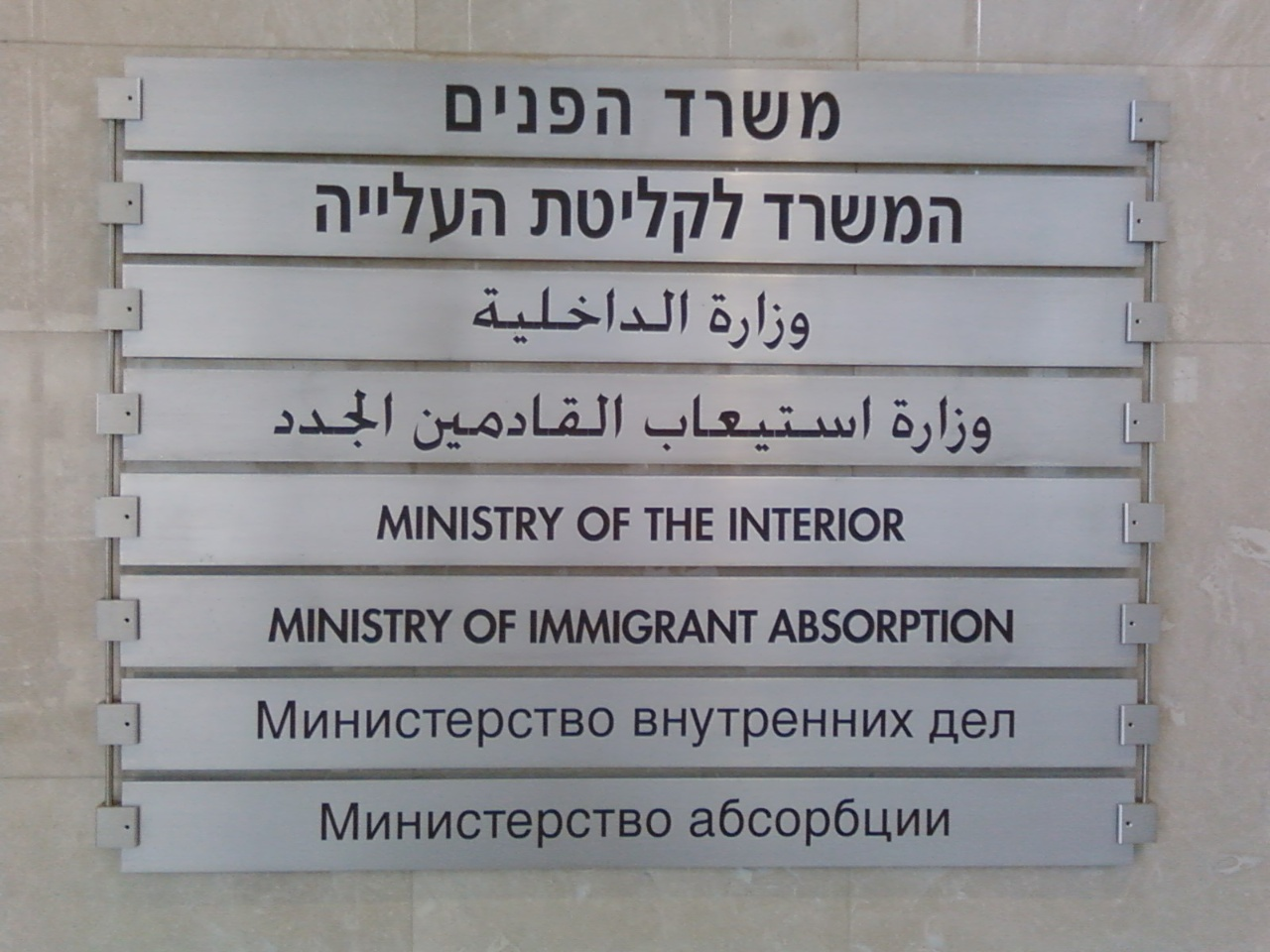
تابلوی چندزبانه عبری، عربی، انگلیسی و روسی در وزارت کشور/وزارت جذب مهاجران در حیفا

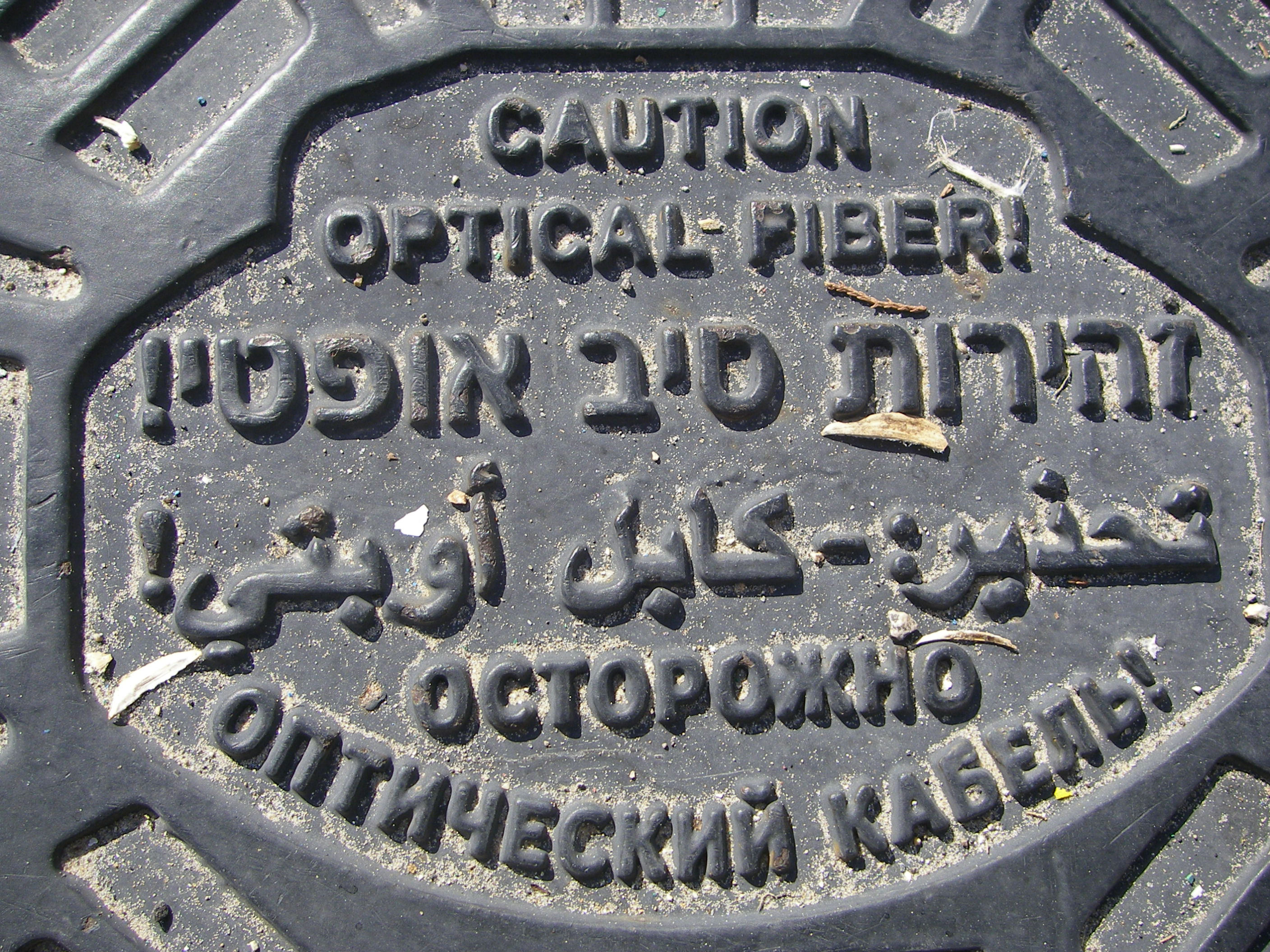
تابلوی هشدار چندزبانه به زبان‌های انگلیسی، عبری، عربی و روسی در تل آویو

زبان روسی در اسرائیل توسط بخش بزرگی از مردم به‌کار گرفته می‌شود که این تعداد در سال ۱۹۸۹ به ۲۰ درصد از کل جمعیت می‌رسید. بیشتر این افراد مهاجرانی بودند که در اوایل دهه ۱۹۹۰ و سال‌های بعد آن، از شوروی سابق به اسرائیل آمدند.
زبان روسی یکی از زبان‌های خارجیِ با تعداد گویشور بالا در اسرائیل است و به‌صورت روزمره در بسیاری از جنبه‌های زندگی استفاده می‌شود. زبان روسی بزرگترین زبان مادری غیررسمی، در اسرائیل است. دولت و مشاغل اغلب اطلاعاتی را به زبان روسی ارائه می‌دهند و حتی در برخی مناطق با جمعیت بالای مهاجران یهودی روسی، نیمه‌رسمی است.
در سال ۲۰۱۳، ۱٬۲۳۱٬۰۰۳ نفر از ساکنین کشورهای پساشوروی از زمان سقوط اتحاد جماهیر شوروی به اسرائیل مهاجرت کرده بودند. در سال ۲۰۱۷، تا حدود ۱٫۵ میلیون نفر اسرائیلی روسی‌زبان از کل جمعیت ۸ میلیون و ۷۰۰ هزار نفر وجود داشته‌است؛ یعنی ۱۷٫۲۵ درصد.

## تاریخچه
از سال ۱۹۷۱ تا ۱۹۷۴ حدود ۱۰۰٬۰۰۰ یهودی از اتحاد جماهیر شوروی به اسرائیل مهاجرت کردند؛ اکثراً از گرجستان، کشورهای بالتیک مانند استونی، لتونی و لیتوانی و مناطق فتح‌شده توسط ارتش سرخ (بیشتر لهستان) در سال‌های ۱۹۳۹–۱۹۴۰. مقامات اتحاد جماهیر شوروی گرچه این مهاجرت را مجاز دانستند ولی عنوان «اتحاد مجدد خانواده» بر آن نهادند تا تظاهر کنند که افراد مهاجرت‌کرده از زندگی در شوروی ناراضی نبوده‌اند. این مهاجران دیدگاه‌های صهیونیستی شدیدی داشتند و از این فرصت استفاده کردند و در سرزمین تاریخی خود ساکن شدند. کمتر از نیمی از کسانی که در موج دهه ۱۹۷۰ مهاجرت کردند، از سرزمین‌های اسلاونشین (مانند روسیه و اوکراین و بلاروس) آمده بودند؛ با وجود این که حدود ۸۰ درصد یهودیان شوروی، در آن زمان در مناطق مذکور زندگی می‌کردند.

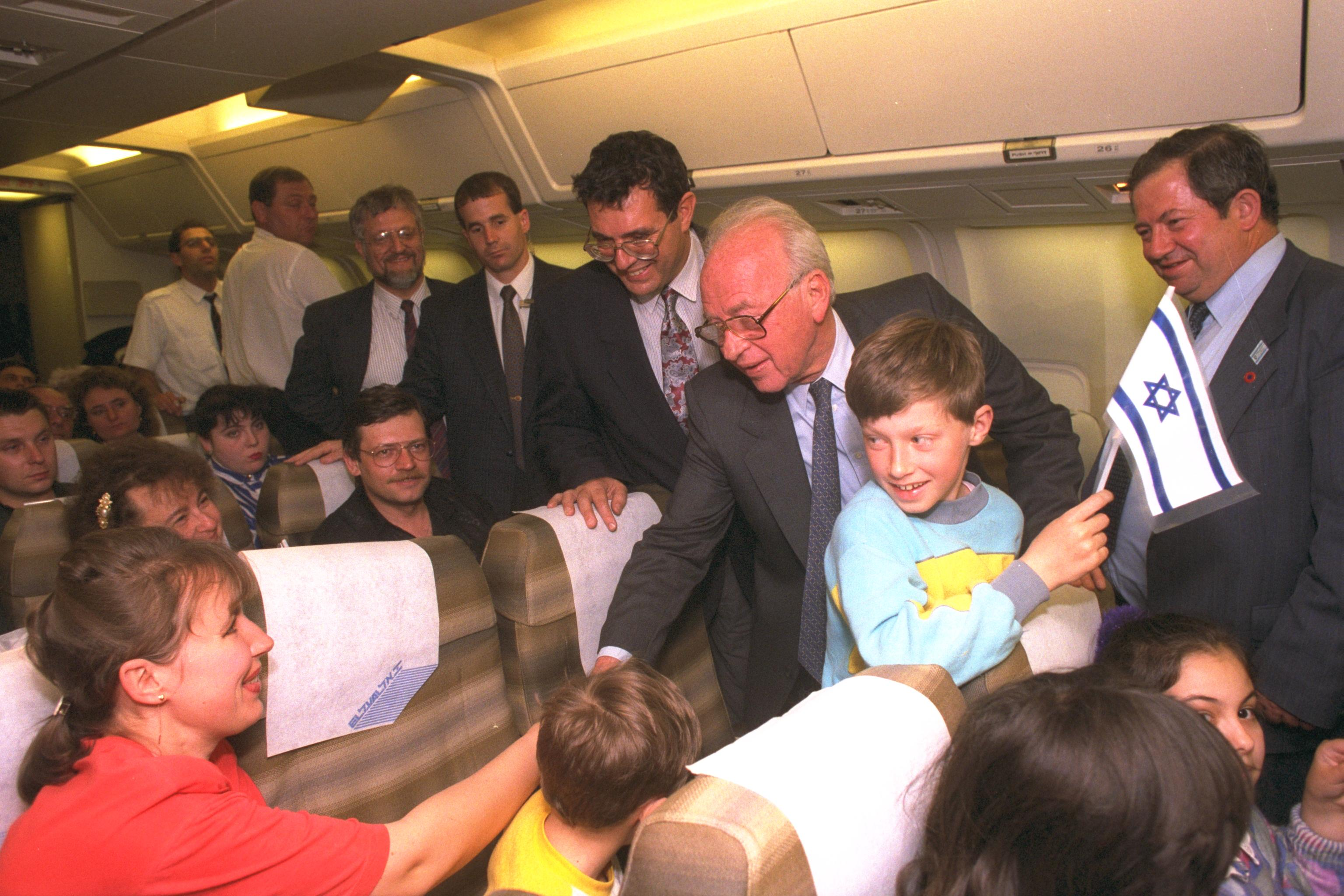
اسحاق رابین، نخست‌وزیر اسرائیل، در حال استقبال از مهاجران یهودی به اسرائیل (که سابقاً در شوروی زندگی می‌کردند)، ۲۷ آوریل ۱۹۹۴.

تا زمان پرسترویکا به فعالان یهودی آزادی عمل داده نشد. مهاجرت یهودیان از ۱۹۸۹ تا ۱۹۹۳ که با عنوان «مهاجرت وحشت‌زدگی» شناخته می‌شود، به‌دلیل بحران اجتماعی و اقتصادی در کشورهای شوروی انجام می‌شد و نه مهاجرت یهودیان «دوباره متولد شده». بسیاری از مهاجران در محل سکونت قبلی خود هیچ‌گونه رابطه‌ای با یهودیت یا صهیونیسم نداشتند. بیشتر مهاجران این دوره از روسیه و اوکراین و به میزان کمتری از بلاروس و آسیای مرکزی آمده بودند.
افرادی که در دهه ۱۹۷۰ غالباً برای احساسات صهیونیستی به اسرائیل نقل مکان کرده بودند، افرادی را که در موج‌های دهه‌های ۱۹۸۰ و ۱۹۹۰ به اسرائیل آمده بودند، به چشم کسانی می‌دیدند که از وضعیت اقتصادی سخت فرار می‌کردند و برای سرزمین جدید خود ارزش چندانی قائل نبودند. آخرین سرشماری در سال ۱۹۸۹ نشان داد ۱ میلیون و ۴۴۹ هزار یهودی در شوروی زندگی می‌کردند که حدود ۸۷۷ هزار نفر از آنها به اسرائیل مهاجرت کرده بودند. موج این مهاجرت در چنین مدت کوتاهی، بزرگترین مهاجرت دسته‌جمعی به اسرائیل از زمان ایجاد آن بود. مهاجران اتحاد جماهیر شوروی سابق، ۵۰ تا ۷۰ درصد از مهاجرین جدید را تشکیل می‌دادند. تعداد افرادی که در اواخر دهه ۱۹۸۰ و اوایل ۱۹۹۰ به اسرائیل آمدند چهار برابر تعداد افرادی بود که در دهه ۱۹۷۰ آمده بودند؛ همین مسئله، ادغام آنها در جریان غالب چنین کشور کوچکی را دشوارتر می‌کرد. در سال ۲۰۱۳، ۱٬۲۳۱٬۰۰۳ نفر از ساکنان کشورهای پساشوروی از زمان سقوط اتحاد جماهیر شوروی به اسرائیل مهاجرت کرده بودند.

آبی: روسی یک زبان رسمی است. آبی هاشورخورده: روسی در یک قلمرو مورد مناقشه یک زبان رسمی است. سبز: روسی توسط بیش از ۳۰٪ مردم صحبت می‌شود.

## امروزه
بخش بزرگی از مردم اسرائیل امروزه از زبان روسی استفاده می‌کنند؛ که این تعداد در سال ۱۹۸۹ به ۲۰ درصد از کل جمعیت اسرائیل می‌رسید. در سال ۲۰۱۷، تا حدود ۱٫۵ میلیون نفر اسرائیلی روسی‌زبان از کل جمعیت ۸ میلیون و ۷۰۰ هزار نفر وجود داشته‌است؛ یعنی ۱۷٫۲۵ درصد.

### ادغام در جامعه اسرائیل

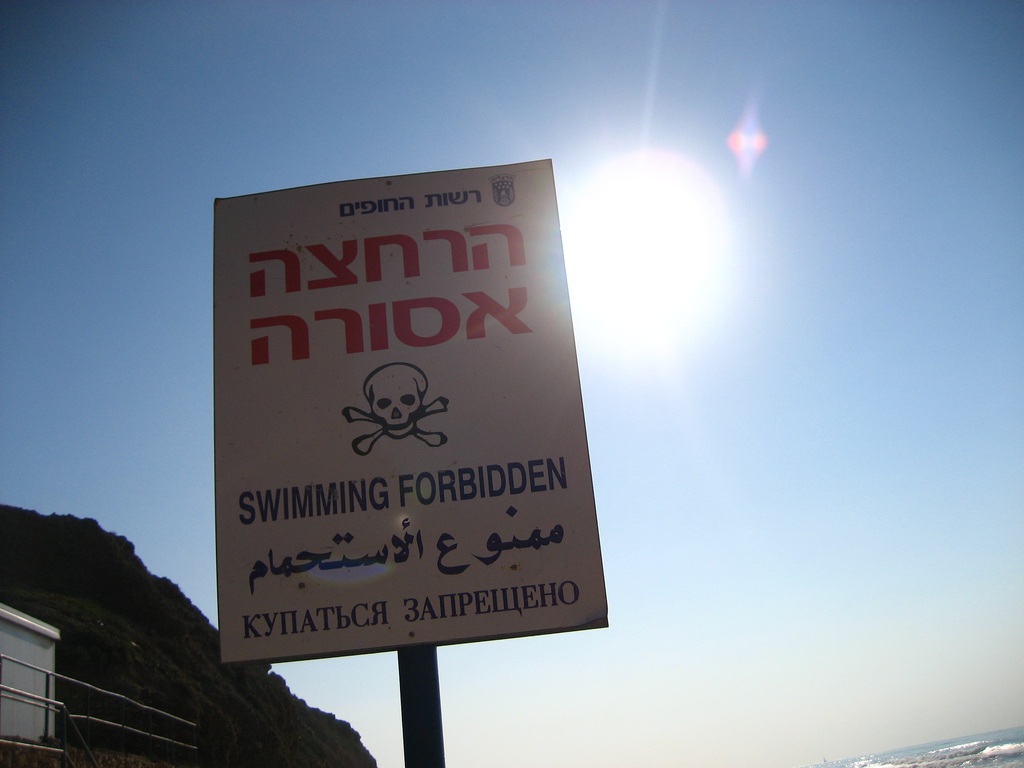
تابلوی هشدار چندزبانه که ممنوعیت شنا کردن را یادآوری می‌کند.

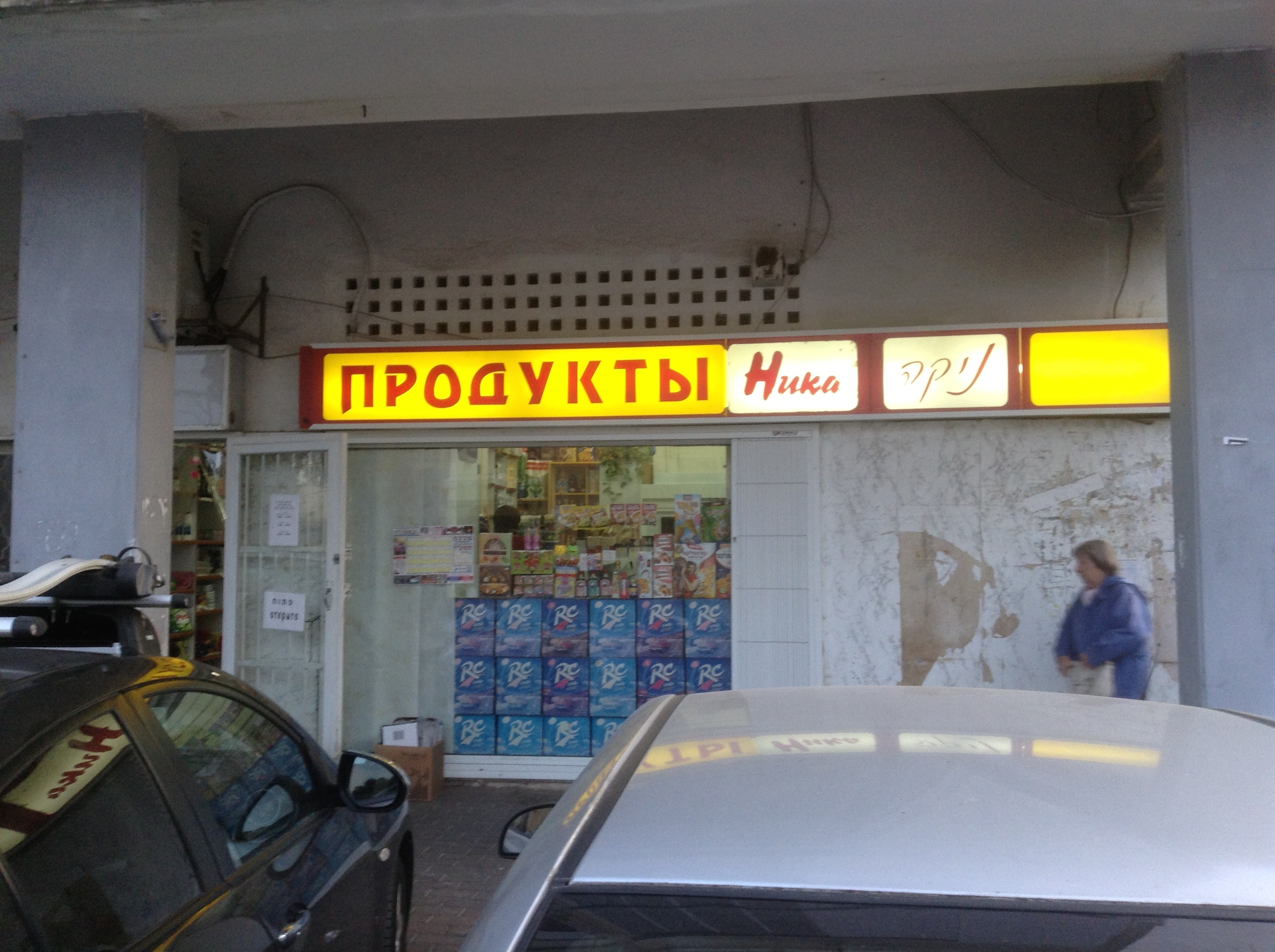
فروشگاهی در حیفا

در سال ۲۰۱۳، حدود ۲۶ درصد از مهاجران روسی، نمی‌توانستند به‌طور روان به زبان عبری صحبت کنند. در اسرائیل، روس‌ها اغلب نزدیک یکدیگر سکونت می‌کنند و در این محله‌های روسی‌زبان، تبلیغات ویترین فروشگاه به زبان روسی است و بانک‌ها حداقل چند کارمند روسی‌زبان دارند. اشدود، ششمین شهر بزرگ اسرائیل، تعداد زیادی از مهاجران روس را جذب کرده و بیش از ۱۰۰٬۰۰۰ یهودی مهاجر از شوروی را در سال‌های ۱۹۹۰ تا ۲۰۰۱ پذیرفته‌است. محله‌های یود-یود گیمل در جنوب اشدود، جایی که مهاجران ۷۵ درصد از جمعیت ۲۶۰۰۰ نفری محله را تشکیل می‌دهند، «گتوی روسی اسرائیل» لقب گرفته‌است.
روند ادغام در جریان غالب جامعه اسرائیل به کندی پیش می‌رود؛ زیرا بسیاری از بزرگسالان روسی‌زبان ترجیح می‌دهند زبان عبری را یاد نگیرند و تمایلی به کنار گذاشتن پیشینه فرهنگی روسی خود ندارند. اساتید زبان الانا شهامی و برنارد اسپولسکی این را «وفاداری جدی به زبان قومی خود» توصیف کرده‌اند.
هاییم گوردون در سال در کتاب خود اسرائیل امروز (۲۰۰۷) اوضاع را اینگونه شرح می‌دهد:
آنها با فرزندان خود فقط به زبان روسی صحبت می‌کنند. آنها یکی از هفت روزنامه روسی‌زبان را که خود روسی‌زبانان تأسیس کرده‌اند، می‌خوانند و ایستگاه تلویزیونی خصوصی روسی را که در اسرائیل راه‌اندازی شده‌است و سایر ایستگاه‌های روسی‌زبان خارجی را تماشا می‌کنند. حتی پس از سال‌ها زندگی در اسرائیل، صدها هزار نفر از این روسی‌زبانان نمی‌توانند به زبان عبری مکالمه تلفنی داشته باشند. هزاران نفر از آنها حتی نمی‌توانند به زبان عبری از کسی آدرس بپرسند. با وجود تمام این مشکلات، بسیاری از روسی‌زبانان، همچنان هرکجا و هروقت که بتوانند، از استفاده از زبان عبری خودداری می‌کنند.
امروزه زبان روسی از وضعیت بسیار بهتری نسبت به عربی برخوردار است؛ حتی با وجود این که عربی در این کشور یک زبان رسمی است. جمعیت بزرگسال روسی‌زبان برای یادگیری زبان عبری کمتر از جوانان تلاش می‌کنند و بیشتر سعی می‌کند پیشینه فرهنگی روسی را حفظ کرده و آن را به فرزندان خود که در اسرائیل متولد شده‌اند نیز، منتقل کنند. با این حال، به گفته شهامی و اسپولسکی، اسرائیلی‌های نسل دوم که اصالت روسی دارند، «آموزش رسمی به زبان روسی نمی‌بینند» و در نتیجه «فرسودگی زبان سریع است». دانشمند علوم سیاسی، زایف خانین گفته‌است: «جامعه روسی‌زبان قابل تشخیص می‌باشد اما بخشی از جامعهٔ اسرائیلی است. نسل دوم بسیار بیشتر تحت تأثیر تجربه‌اش در اسرائیل است تا گذشته‌اش در شوروی.» در سال ۲۰۰۱، در اردوگاهی در اشدود، عده‌ای از مشاوران داوطلب شدند تا به این جوانان در سازگاری با سبک زندگی اسرائیلی کمک کنند و کسانی که در این برنامه شرکت کردند، گفتند که «از هر نظر احساس اسرائیلی بودن می‌کنند».

### سیاست‌ها
دولت و مشاغل اغلب اطلاعاتی را به زبان روسی ارائه می‌دهند و حتی در برخی مناطق با جمعیت بالای مهاجران یهودی روسی، نیمه‌رسمی است. تقریباً ۲۰ درصد از جمعیت اسرائیل، در روسیه متولد شده‌اند و در سال ۲۰۱۳، جامعه روسی زبان ۱۵ درصد از واجدین شرایط رای‌دهندگان اسرائیل را تشکیل می‌دادند. زایف خانین حدس می‌زد که یهودیان روسیه در اسرائیل از نظر سیاسی محافظه‌کار هستند و تخمین می‌زد که ۵۰ تا ۶۰ درصد از آنها حزب لیکود حمایت می‌کنند. لیلی گالیلی ژورنالیست اسرائیلی دلیل این مسئله (حمایت روسی‌زبانان اسرائیل از حزب لیکود) را تا حدودی عدم تمایل آنها به روند صلح اسرائیل-فلسطین دانست. او توضیح داد: «آنها از این امپراتوری عظیم به این اسرائیل کوچک می‌آیند و می‌گویند: تمامش همین است؟ این کشور همین است؟ و چه، می‌خواهید اراضی را پس بدهید؟ اصلاً مگر کسی از اراضی دست می‌کشد! آن هم در این کشور کوچک. حتماً شوخی می‌کنید!»

## وضعیت و کاربرد

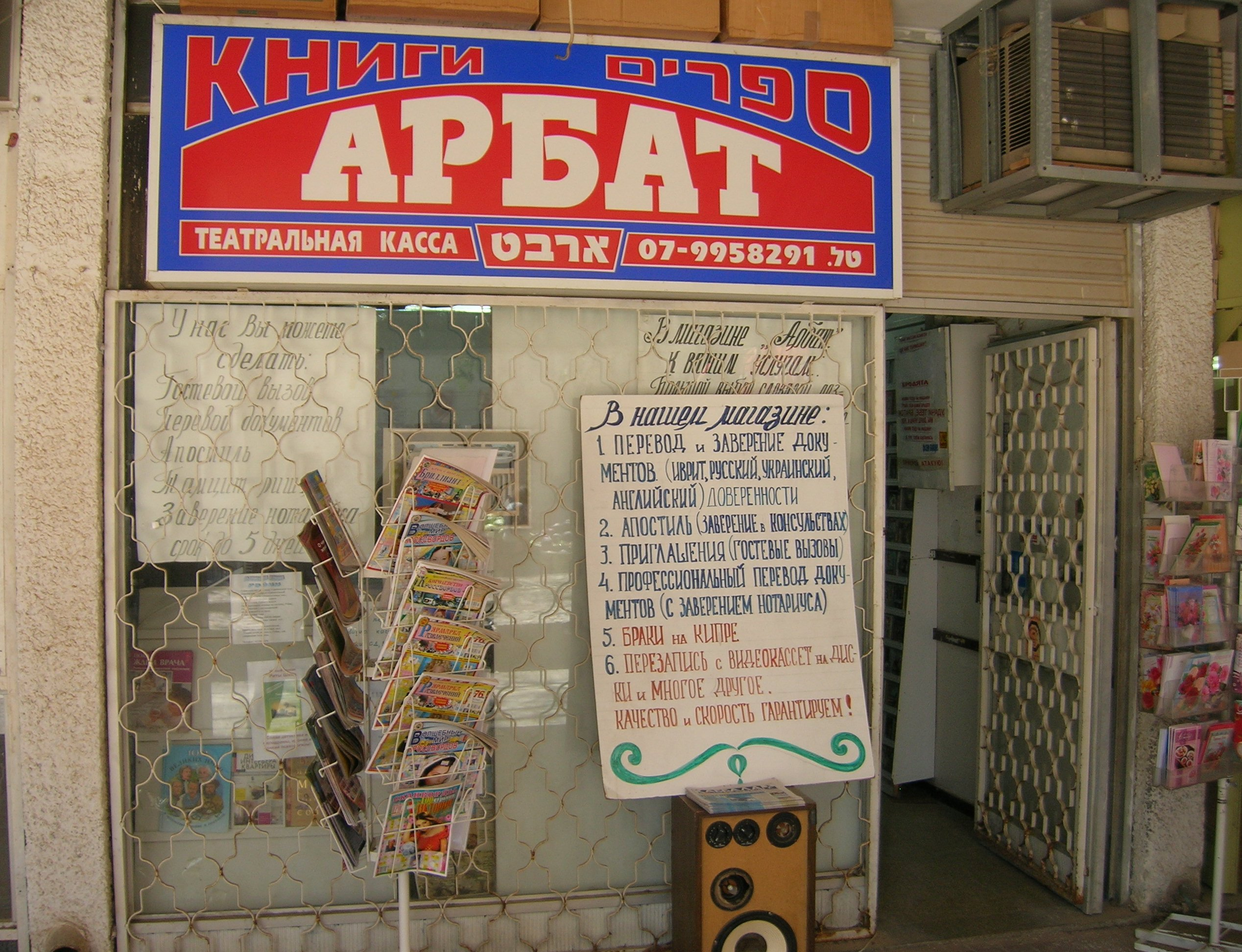
یک کتابفروشی روسی در عراد

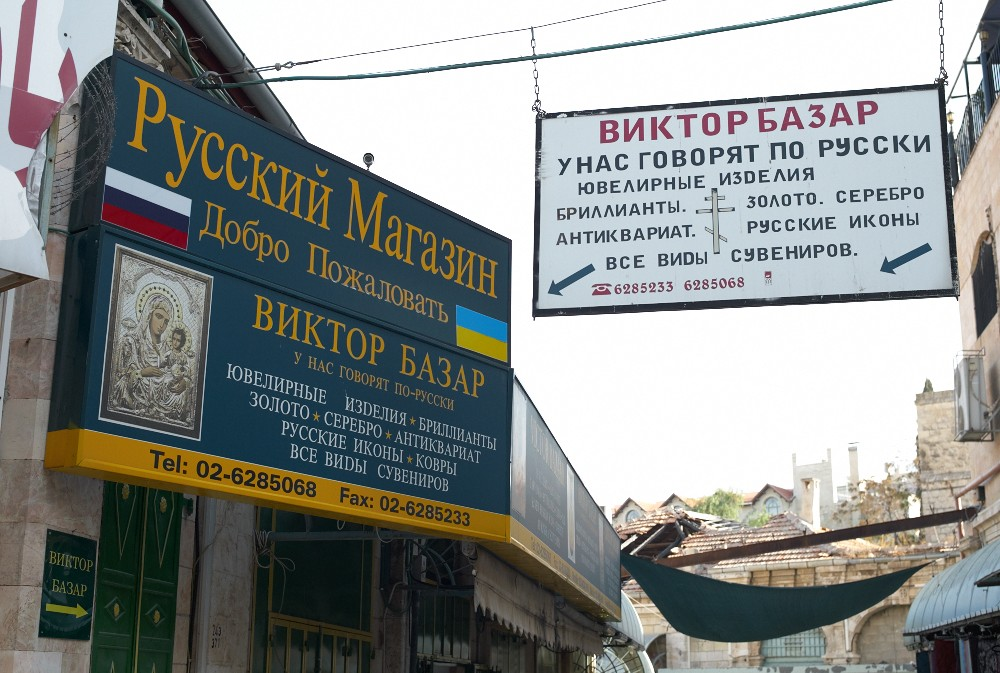
یک بازار روسی در قدس

عبری تنها زبان رسمی در اسرائیل است و عربی دارای «وضعیت ویژه» است اما زبان‌های دیگری مانند روسی و تعدادی دیگر از زبان‌هایی که مهاجران همراه خود آوردند، به‌طور گسترده‌ای در اسرائیل استفاده می‌شوند؛ زیرا یهودیان قومی هستند که از ده‌ها کشور از سراسر جهان در این منطقه ساکن شده‌اند. زبان روسی، (باتوجه به مهاجرت میلیون‌ها یهودی از سال ۱۹۶۷ از شوروی) مهمترین زبانی است که مهاجرین به اسرائیل به‌همراه خود آوردند. امروزه از زبان روسی در رویدادهای فرهنگی، سیستم آموزشی و سایر حوزه‌های عمومی استفاده می‌شود. جمعیت روسی‌زبان اسرائیل، سومین جمعیت بزرگ روسی‌زبان در خارج از کشورهای پساشوروی که پس از آلمان و ایالات متحده آمریکا در رتبه سوم قرار گرفته‌است.
تا سال ۱۹۹۹، حدود ۵ تا ۱۰ درصد صاحبان مشاغل در اسرائیل، روسی‌زبانان بوده‌اند. وزارت حمل و نقل اسرائیل نیز جزوات و کتابچه‌های راهنمایی به زبان روسی منتشر می‌کرد. همچنین به احتمال زیاد می‌توان در بیمارستان‌ها پزشکان روسی‌زبان پیدا کرد.

## تحصیلات
بیشتر یهودیان مهاجر از اتحاد جماهیر شوروی، دارای تحصیلات عالی بودند؛ یعنی تقریباً ۴۵ درصد آنها.
اگرچه زبان مادری بخش قابل توجهی از مردم این کشور روسی است اما در نظام آموزشی اسرائیل نقش متوسطی را ایفا می‌کند. دانشگاه عبری آموزش زبان روسی را در سال ۱۹۶۲ آغاز کرد. در مدارس دولتی، نخستین کلاس‌های زبان روسی در دهه ۱۹۷۰ در شهرهای بزرگ افتتاح شدند. با کاهش سرعت ورود مهاجران از اتحاد جماهیر شوروی، تعداد دانش‌آموزانی که در این برنامه‌ها ثبت نام می‌کردند، در دهه ۱۹۸۰ کاهش یافت. در دهه ۱۹۹۰، یک برنامه زبان روسی که توسط دولت‌های محلی به نام «نعله ۱۶» انجام شد، دارای ۱۵۰۰ دانش‌آموز بود و در سال ۱۹۹۷، حدود ۱۲۰ مدرسه در اسرائیل هرکدام به نحوی زبان روسی را آموزش می‌دادند.

## رسانه‌ها
به‌طور سنتی، روسی‌زبانان بیشتر از عبری‌زبانان روزنامه می‌خوانند و به رادیو گوش می‌دهند.
ناشا استرانا روزنامه مهم روسی‌زبان در اسرائیل در دهه ۱۹۷۰ بود؛ زمانی که با روزنامه دیگر روسی‌زبان، تریبونا، برای کسب خوانندگان مهاجر رقابت می‌کرد. در سال ۱۹۸۹، در اسرائیل فقط یک روزنامه به زبان روسی وجود داشت ولی تا سال ۱۹۹۶ این تعداد به شش عدد رسید. از دهه ۲۰۰۰، تعداد روزنامه‌های روسی‌زبان به‌دلیل افزایش تعداد تلویزیون و رسانه‌های آنلاین، روند کاهشی به خود گرفت. تلویزیون اسرائیل، به‌طور روزانه برنامه‌های خود را به عبری، عربی و روسی پخش می‌کند. در سال ۲۰۰۲، کانال ۹ تجاری اسرائیلی روسی‌زبان راه‌اندازی شد. این کانال همچنین با اسم اسرائیل پلاس نیز شناخته می‌شود. در نوامبر ۲۰۰۷، یک بسته (پکیج) معمولی دیجیتالی شامل ۴۵ کانال به زبان‌های خارجی و پنج کانال به زبان روسی موجود بود. امروزه چهار روزنامه، ۱۱ هفته‌نامه، پنج ماهنامه و بیش از ۵۰ روزنامه محلی به زبان روسی در اسرائیل منتشر می‌شود که تیراژ کلی آنها در تعطیلات آخر هفته حدود ۲۵۰٬۰۰۰ است. رادیوی روس‌زبان نیز در سراسر اسرائیل روزانه در دسترس است.

## برای مطالعهٔ بیشتر

### فارسی
- روس‌زبانان اسرائیل بیشتر از ۷ جمهوری شوروی سابق هستند خبرگزاری تسنیم.
- ۲۷ درصد مردم اسرائیل با زبان عبری «مشکل دارند» رادیوفردا.

### انگلیسی
- Byford, Jovan (2011). Conspiracy Theories: A Critical Introduction. Palgrave Macmillan. ISBN 978-0-230-27279-8.
- Gershenson, Olga (2005). Gesher: Russian theatre in Israel: a study of cultural colonization. New York: Peter Lang. ISBN 978-0-8204-7615-5.
- Grabe, William (2010). Reading in a second language: moving from theory to practice. Cambridge: Cambridge University Press. ISBN 978-0-521-72974-1.
- Horowitz, Tamar, ed. (1998). Children of Perestroika in Israel. Lanham: Univ. Press of America. ISBN 9780761813149.
- Kohn, Michael (2007). Lonely Planet Israel & the Palestinian Territories (5 ed.). Footscray, Victoria: Lonely Planet. ISBN 978-1-86450-277-0.
- Shohamy, Elana (2006). Language policy: hidden agendas and new approaches. London: Routledge. ISBN 978-0-415-32864-7.